# 武緣縣 (南晉州)
武緣縣是唐朝时设置的县。
唐高祖武德五年（622年）析宣化縣置，屬南晉州，中下。西有都稜鎮。其轄地在今广西壮族自治区、越南邊境一帶地方。貞觀八年（634年）南晉州更名邕州。